# Liste des Mobile Suit de Gundam Seed
Cette page recense les armures mobiles — Mobile Suit (MS / モビルスーツ, Mobiru Sūtsu) et Mobile Armo(u)r (MA / モビルアーマー, Mobiru Āmā) — de l’Ère Cosmique (C.E. / コズミック・イラ, Kosumikku Ira), univers des séries animées Mobile Suit Gundam SEED et Mobile Suit Gundam SEED DESTINY.
Liste des légendes associées :
- GS = Mobile Suit Gundam SEED
  - GS‑SE1 = Mobile Suit Gundam SEED Special Edition
  - GSR1 = Mobile Suit Gundam SEED HD Remaster
- GS‑A = série Mobile Suit Gundam SEED ASTRAY
  - GSA = Mobile Suit Gundam SEED ASTRAY
  - GSAR = Mobile Suit Gundam SEED ASTRAY R
  - GSAB = Mobile Suit Gundam SEED ASTRAY B
  - GSXA = Mobile Suit Gundam SEED X ASTRAY
  - GSDA = Mobile Suit Gundam SEED DESTINY ASTRAY
  - GSΔA = Mobile Suit Gundam SEED C.E.73 Δ ASTRAY
  - GSFA = Mobile Suit Gundam SEED FRAME ASTRAYS
  - GSVA = Mobile Suit Gundam SEED VS ASTRAY
  - GSDAR = Mobile Suit Gundam SEED DESTINY ASTRAY R
  - GSDAB = Mobile Suit Gundam SEED DESTINY ASTRAY B
  - GSAP = Mobile Suit Gundam SEED ASTRAY Princesse du Ciel
  - GSM = Mobile Suit Gundam SEED MSV ASTRAY
- GSV = Mobile Suit Gundam SEED MSV
- GSD = Mobile Suit Gundam SEED DESTINY
  - GSD‑FP1 = Mobile Suit Gundam SEED DESTINY FINAL PLUS : Le futur qu'ils ont choisi
  - GSD‑SE1 = Mobile Suit Gundam SEED DESTINY Special Edition
  - GSDR1 = Mobile Suit Gundam SEED DESTINY HD Remaster
- GSDV = Mobile Suit Gundam SEED Destiny MSV
- GSSG = Mobile Suit Gundam SEED C.E.73 STARGAZER
- GSE = Mobile Suit Gundam SEED FREEDOM ECLIPSE
- GSFZ = Mobile Suit Gundam SEED FREEDOM ZERO
- GSF = Mobile Suit Gundam SEED FREEDOM
  - GSF‑SE1 = Mobile Suit Gundam SEED FREEDOM Special Edition

1 N'est précisé qu'en cas de distinction avec la version originale.

## Alliance Terrienne

### Prototypes de l'Alliance Terrienne
GAT‑X102 Duel Gundam (GS)
Le GAT‑X102 Duel Gundam fait partie des cinq prototypes première génération d'armures mobiles du Projet G développées en secret sur Heliopolis par Morgenroete pour le compte de l'Alliance Terrienne, ainsi que des quatre volées par un commando de soldats de ZAFT.
Elle est pilotée par le Coordinateur Yzak Jule dans les escadrons Le Creuset puis Zala.
Adapté pour le combat au corps à corps, les attaques éclair ou les charges frontales. Elle peut s'équiper d'une Assault Shroud, armure d'assaut recouvrante, pour renforcer sa protection.
GAT‑X1022 Blu Duel Gundam (GSSG)
Le GAT‑X1022 Blu Duel Gundam est une contrefaçon du GAT‑X102 Duel Gundam développée conjointement par Actaeon (compagnie rivale de Morgenroete) et le Phantom Pain au sein du Projet Actaeon.
Elle est pilotée par la Naturelle Mudie Holcroft, du même Phantom Pain.
Chargée avec les GAT‑X103AP Verde Buster Gundam et GAT‑X105E+AQM/E‑X09S Strike Noir Gundam de protéger d'une attaque de ZAFT le vaisseau Bonaparte, censé livrer une certaine machine au capitaine Neo Roanoke (Mobile Suit Gundam SEED DESTINY), l'armure mobile ainsi que sa pilote submergée sont mises en pièces par des TMF/A‑802W2 Kerberos BuCUE Hound.
GAT‑X103 Buster Gundam (GS)
Le GAT‑X103 Buster Gundam fait partie des cinq prototypes première génération d'armures mobiles du Projet G développées en secret sur Heliopolis par Morgenroete pour le compte de l'Alliance Terrienne, ainsi que des quatre volées par un commando de soldats de ZAFT.
Elle est pilotée par le Coordinateur Dearka Elthman dans les escadrons Le Creuset puis Zala.
Lourdement armé, il est adapté pour le soutien tactique et les tirs à distance.
GAT‑X103AP Verde Buster Gundam (GSSG)
Le GAT‑X103AP Verde Buster Gundam est une contrefaçon du GAT‑X103 Buster Gundam développée conjointement par Actaeon (compagnie rivale de Morgenroete) et le Phantom Pain au sein du Projet Actaeon.
Elle est pilotée par le Naturel Shams Couza, du même Phantom Pain.
Affectée avec le GAT‑X105E+AQM/E‑X09S Strike Noir Gundam au vaisseau Nana Buluku qui voyage jusqu'aux alentours de Mars, elle participe avec l'autre armure mobile à une mission d'assaut de la station scientifique neutre Troya du DSSD pour leur voler une unité civile, le GSX‑401FW Stargazer Gundam : son pilote ignorant l'ordre de repli et continuant son feu nourri sur Troya jusqu'à l'épuisement total d'énergie de sa machine, le Verde Buster Gundam est ensuite détruit dans une pluie de tirs de faisceau par ce qu'il restait des UT‑1D Civilian Astray DSSD Custom défendant la station.

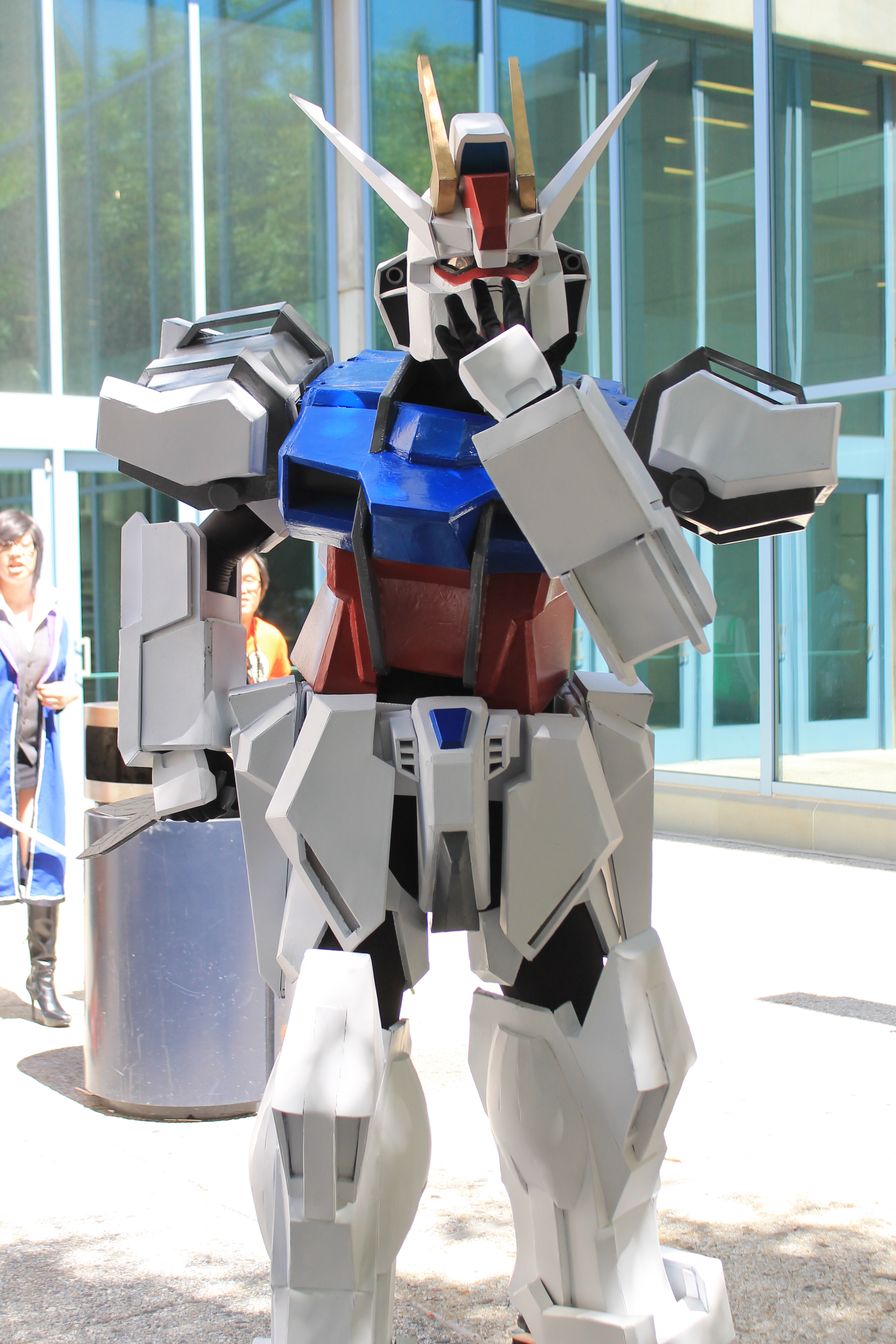
Costumade du GAT‑X105 Strike Gundam durant la Fanime 2014 de mai 2014 à San José (États‑Unis d’Amérique).

GAT‑X105 Strike Gundam (GS)
Le GAT‑X105 Strike Gundam fait partie des cinq prototypes première génération d'armures mobiles du Projet G développées en secret sur Heliopolis par Morgenroete pour le compte de l'Alliance Terrienne, et la seule d’entre elles à réchapper au vol commis par un commando de soldats de ZAFT, le pilote désigné parmi ces derniers pour cette machine (Rusty Mackenzie) ayant été abattu dans la manœuvre avant d'avoir pu la subtiliser.
Affectée comme prévu au LCAM‑01XA Archangel de l'Alliance Terrienne, elle est dans un premier temps pilotée par le Coordinateur Kira Yamato jusqu'à son endommagement sévère (due à l'autodestruction du GAT‑X303 Aegis Gundam) à la Bataille des Îles Marshall. Récupérée puis réparée à Orb et rendue à l’Archangel, devenu neutre, elle est confiée au « Faucon d'Endymion » Mu La Flaga, qui la pilote jusqu'à la Seconde Bataille de Jachin Due où il est laissé pour mort dans la destruction de la machine, qui encaisse frontalement le tir de canon Lohengrin du LCAM‑01XB Dominion destiné à la passerelle de l’Archangel.
Plus polyvalente des cinq, elle possède plusieurs équipements interchangeables selon les conditions d'engagement. Originellement pourvue d'un système d'exploitation adapté pour les Naturels, ce dernier est reconfiguré au pied levé par Kira lors de son premier combat, puis amélioré, pour l'adapter au Coordinateur qu'il est. À sa réparation à Orb, un système d'exploitation pour Naturel lui est réinstallé par défaut.
GAT‑X105+AQM/E‑X01 Aile Strike Gundam (GS)
Cette variante du GAT‑X105 Strike Gundam pourvu du AQM/E‑X01 Aile est la plus couramment employée pour cette unité, car elle lui offre la plus grande polyvalence et lui confère une mobilité supérieure. Grâce aux puissants propulseurs verniers intégrés à l'équipement, le Strike Gundam devient une armure mobile de combat polyvalente avec une vitesse et une maniabilité améliorées par rapport à ses capacités de base.
GAT‑X105+AQM/E‑X02 Sword Strike Gundam (GS)
Cette variante du GAT‑X105 Strike Gundam pourvu du AQM/E‑X02 Sword est conçue pour le combat rapproché, ce qui en fait le choix le plus approprié dans une zone où le risque de dommages collatéraux est plus élevé, tels l'intérieur d'une colonie ou du hangar d'une base alliée.
GAT‑X105+AQM/E‑X03 Launcher Strike Gundam (GS)
Cette variante du GAT‑X105 Strike Gundam pourvu du AQM/E‑X03 Launcher est conçue pour le bombardement longue portée, le rendant capable de détruire des forteresses et cibles lourdement blindées. Outre l'armement monté sur l'armure mobile elle‑même (qui comprend des armes à feu et des couteaux de combat), l'équipement y ajoute un gros canon à hyper impulsion ainsi qu'un module d'armes combinées contenant un canon vulcain anti‑navire de 120 mm et deux lanceurs de canon de 350 mm. Le canon à hyper impulsion fonctionne comme l'arme principale, tandis que le module d'armes combinées joue un rôle défensif contre les autres armures mobiles et frappes ennemies. Bien qu'elle ait une mobilité réduite en raison du poids de son équipement lourd, ses capacités en font une tourelle mobile très efficace.
GAT‑X105+AQM/E‑X04 Gunbarrel Strike Gundam (GSA)
GAT‑X105+AQM/E‑YM1 Perfect Strike Gundam (GSR)
Cette variante du GAT‑X105 Strike Gundam pourvu du AQM/E‑YM1 Multiple Assault Striker (de fait, l'accumulation des équipements AQM/E‑X01 Aile, AQM/E‑X02 Sword et AQM/E‑X03 Launcher) est uniquement vue dans Mobile Suit Gundam SEED HD Remaster.
GAT‑X105+P202QX Strike Gundam IWSP (GSA)
GAT‑X105+P204QX Lighting Strike Gundam (GSA)
GAT‑X105E+AQM/E‑X09S Strike Noir Gundam (GSSG)
Le GAT‑X105E+AQM/E‑X09S Strike Noir Gundam est une contrefaçon du GAT‑X105 Strike Gundam développée conjointement par Actaeon (compagnie rivale de Morgenroete) et le Phantom Pain au sein du Projet Actaeon.
Elle est pilotée par le Naturel Sven Cal Bayang, du même Phantom Pain.
Affectée avec le GAT‑X103AP Verde Buster Gundam au vaisseau Nana Buluku qui voyage jusqu'aux alentours de Mars, elle participe avec l'autre armure mobile à une mission d'assaut de la station scientifique neutre Troya du DSSD pour leur voler une unité civile, le GSX‑401FW Stargazer Gundam. Prise toutefois au dépourvu par les capacités singulières de cette machine, elle perd un bras et subit d'autres dommages. Saisie par le Stargazer qui, avec une technologie de propulsion interplanétaire, les envoie loin du champ de bataille, les deux armures mobiles et pilotes terminent le trajet aux environs de Vénus : fortement endommagé, le Strike Noir Gundam est abandonné après que son énergie restante ait été transférée au Stargazer pour son retour sur Terre.
GAT‑X131 Calamity Gundam (GS, GSD)
Le GAT‑X131 Calamity Gundam fait partie des trois prototypes seconde génération d'armures mobiles du Projet G développées en solitaire par la Fédération Atlantique.
Elle est pilotée par le Naturel Augmenté Orga Sabnak pour le compte de Multa Azrel, de Blue Cosmos.
La machine ainsi que son pilote sont finalement détruits à la Seconde Bataille de Jachin Due par l'unité de soutien METEOR‑02 équipant le ZGMF‑X09A Justice Gundam.
Elle est rétrospectivement révélée au début de Mobile Suit Gundam SEED DESTINY comme coresponsable de la mort de la famille de Shinn Asuka, victime collatérale d'un engagement entre son pilote et celui du ZGMF‑X10A Freedom Gundam durant la Bataille d'Orb.
GAT‑X131B Blau Calamity Gundam (GSDAR)
GAT‑X133 Sword Calamity (GSA, GSDA, GSXA, GSM, GSV)
GAT‑X207 Blitz Gundam (GS)
Le GAT‑X207 Blitz Gundam fait partie des cinq prototypes première génération d'armures mobiles du Projet G développées en secret sur Heliopolis par Morgenroete pour le compte de l'Alliance Terrienne, ainsi que des quatre volées par un commando de soldats de ZAFT.
Elle est pilotée par le Coordinateur Nicol Amarfi dans les escadrons Le Creuset puis Zala.
Endommagée à la Bataille près d’Orb, son pilote ne se désengage toutefois pas et périt dans une attaque surprise contre le GAT‑X105+AQM/E‑X02 Sword Strike Gundam qui, l'empalant involontairement avec son arme dans un geste réflexe, achève par là même la machine qui explose peu de temps après.
Conçue pour la furtivité, l'infiltration et les attaques surprise, elle possède comme particularité sur les autres le Mirage Colloid Stealth System (ou « Système furtif à colloïde mirage »), du gaz à particule entourant la machine et la rendant aussi invisible qu'indétectable.
GAT‑X207SR Nero Blitz Gundam (GSΔA)
GAT‑X207 Blitz Gundam (Lily Thevalley Custom) (GSDAB)
GAT‑X207 Blitz Gundam (Atmospheric Equipment)
LN‑GAT‑X207 Nebula Blitz Gundam (GSVA)
GAT‑X303 Aegis Gundam (GS)
Le GAT‑X303 Aegis Gundam fait partie des cinq prototypes première génération d'armures mobiles du Projet G développées en secret sur Heliopolis par Morgenroete pour le compte de l'Alliance Terrienne, ainsi que des quatre volées par un commando de soldats de ZAFT.
Elle est pilotée par le Coordinateur Athrun Zala dans les escadrons Le Creuset puis homonyme.
Elle est réduite en morceaux à l'issue de la Bataille des Îles Marshall dans sa propre autodestruction, enclenchée par son pilote avant éjection pour emporter le GAT‑X105 Strike Gundam avec elle. Beaucoup trop endommagée pour être réparée, elle n'est pas reconstruite.
Alliant à la fois réactivité, défense et attaque, elle possède comme particularité sur les autres d'être amovible entre Mobile Suit et deux formes de Mobile Armor, dont l'une permettant dans cette configuration de « capturer » une autre armure en s'y agrippant tout en gardant à tout moment la possibilité d'abattre son pilote, grâce à un canon à énergie Scylla de 580 mm situé au centre de la machine et braqué par défaut sur le poste de pilotage opposé.
GAT‑X303 Aegis Gundam (Atmospheric Equipment)
GAT‑X303AA Rosso Aegis (GSΔA)
GAT‑X252 Forbidden Gundam (GS)
Le GAT‑X252 Forbidden Gundam fait partie des trois prototypes seconde génération d'armures mobiles du Projet G développées en solitaire par la Fédération Atlantique.
Elle est pilotée par le Naturel Augmenté Shani Andras pour le compte de Multa Azrel, de Blue Cosmos.
La machine ainsi que son pilote sont finalement détruits à la Seconde Bataille de Jachin Due tandis qu'ils étaient sur le point de détruire le MBF‑02+AQM/E‑X01 Aile Strike Rouge, explosant après avoir été empalés par le sabre à faisceau du GAT‑X102 Duel Gundam à l'issue de leur engagement, ce dernier réapparaissant par surprise à travers l'explosion provoquée par la destruction de sa propre armure d'assaut recouvrante.
GAT‑X252R Rot Forbidden Gundam (GSDAR)
GAT‑X255 Forbidden Blue (GSV)
GAT‑X370 Raider Gundam (GS, GSD)
Le GAT‑X370 Raider Gundam fait partie des trois prototypes seconde génération d'armures mobiles du Projet G développées en solitaire par la Fédération Atlantique.
Elle est pilotée par le Naturel Augmenté Clotho Buer pour le compte de Multa Azrel, de Blue Cosmos.
La machine ainsi que son pilote sont finalement détruits à la Seconde Bataille de Jachin Due, explosant après un tir critique essuyé dans un échange avec le GAT‑X102 Duel Gundam, qui utilise à sa place le fusil de précision longue portée à hyper‑impulsion du GAT‑X103 Buster Gundam endommagé.
GAT‑X370G Gelb Raider Gundam (GSDAR)
GFAS‑X1 Destroy Gundam (GSD)
Le GFAS‑X1 Destroy Gundam est une gigantesque armure mobile conçue par Logos durant la seconde guerre de l'Alliance Terrienne contre ZAFT, et déployée pour la première fois à dessein d'éradiquer toute résistance en ravageant l'Eurasie Occidentale.
Elle est pilotée par des Naturels Évolués de Phantom Pain, Stellar Loussier puis Sting Oakley, ainsi que d'autres pilotes non identifiés pour Logos.
Lors de la Bataille de Berlin, le premier exemplaire est abattu par le ZGMF‑X10A Freedom Gundam tandis qu'il détruisait la ville et massacrait aveuglément la population ; à la Bataille de la Base d'Heaven, au moins cinq unités sont détruites par les efforts conjugués des ZGMF‑X42S Destiny Gundam, ZGMF‑X666S Legend Gundam et ZGMF‑X56S Impulse Gundam ; enfin, pour la Bataille de Daedalus, au moins trois unités soutenues par des armures mobiles protègent la base lunaire, mais sont également défaites par les Destiny Gundam et Legend Gundam.
Arme de destruction massive par excellence, elle est en moyenne deux fois plus grande que les autres armures mobiles, plus massive et donc, lente à se déplacer, mais possède un mode Mobile Armor de défense ainsi qu'un bouclier déflecteur parant même les tirs de rayon Lohengrin et, surtout, un nombre élevé de canons à faisceau multidirectionnels répartis sur tout le corps, pouvant occasionner le maximum de dommages collatéraux (matériels comme humains).

### Produits en série par l'Alliance Terrienne

#### Mobile Suitde l'Alliance Terrienne
GAT‑01 Strike Dagger (GS)
GAT‑01A1 Dagger (GSA, GSM, GSD)
GAT‑01A1+AQM/E‑X04 Gunbarrel Dagger (GSXA, GSDA, GSV)
GAT‑01A2R 105 Slaughter Dagger (GSΔA, GSSG)
Cette variante personnalisée en tons sombres du GAT‑01A1 Dagger est pilotée par les unités du Phantom Pain.
Elle est modifiée pour être plus légère et son système d'exploitation, ajusté pour de meilleures performances. En outre, il est pourvu par défaut d'un AQM/E‑X01 Aile Striker comme faisant partie de son équipement standard, lui garantissant autant une capacité de vol complète dans l'atmosphère, qu'une mobilité améliorée dans l'espace.
GAT‑01A2R+AQM/E‑X02 Sword 105 Slaughter Dagger
Cette variante du GAT‑01A2R 105 Slaughter Dagger pourvu du AQM/E‑X02 Sword est fonctionnellement équivalente au GAT‑X105+AQM/E‑X02 Sword Strike Gundam.
GAT‑01A2R+AQM/E‑X03 Launcher 105 Slaughter Dagger
Cette variante du GAT‑01A2R 105 Slaughter Dagger pourvu du AQM/E‑X03 Launcher est fonctionnellement équivalente au GAT‑X105+AQM/E‑X03 Launcher Strike Gundam.
GAT‑01A2R 105 Slaughter Dagger IWSP
GAT‑01A2R Lightning 105 Slaughter Dagger
GAT‑01D Long Dagger (GSA, GSM)
GAT‑01D1 Duel Dagger (GSA, GSM)
GAT/A‑01E2 Buster Dagger (GSA, GSM)
GAT‑02L2 Dagger L (GSD)
GAT‑04 Windam (GSD)
Ce modèle en série dernière génération est voué à remplacer le GAT‑02L2 Dagger L comme armure mobile standard des pilotes de l'Alliance Terrienne.
Une unité personnalisée de couleurs pourpre et anthracite est pilotée par le capitaine Neo Roanoke, du 81e Corps Mobile Indépendant (ou Phantom Pain) de l’OMNI Enforcer.
GAT‑04 Windam (Multi Striker Pack Equipment Type) (GSD)
GAT‑04+AQM/E‑A4E1 Jet Windam (GSD)
Cette variante équipée du AQM/E‑A4E1 Jet de l'unité personnalisée de Neo Roanoke, est finalement abattue durant la Bataille de Berlin après avoir réussi à détruire le bouclier du ZGMF‑X10A Freedom Gundam.
GAT‑04+AQM/E‑M11 Doppelhorn Windam (GSD)
GAT‑04+AQM/E‑X01 Aile Windam (GSD)
GAT‑333 Raider Full Spec (GSA, GSM)
GAT‑706S Deep Forbidden (GSA, GSM)
GAT‑SO2R N Dagger N (GSDA, GSDV)
GAT‑X399/Q Wild Dagger (GSDV)

#### Mobile Armorde l'Alliance Terrienne
TS‑MA2 Moebius (GS)
TS‑MA2mod.00 Moebius Zero (GS)
Le TS‑MA2mod.00 Moebius Zero, conçu spécifiquement pour le combat spatial, est principalement vu piloté par le capitaine « Faucon d'Endymion » Mu La Flaga et lié à son passé militaire.
Le petit nombre d'unités « Moebius Zero » produites ainsi que leurs pilotes furent rassemblés en une unité blindée mobile d'élite, et affectés à la 3e flotte spatiale de l'Alliance Terrienne. Durant la première guerre entre ZAFT et cette dernière, cette unité d'élite qui participait à la Bataille du cratère d'Endymion le 2 juin 70 EC a vu l'un d'entre eux, le lieutenant Mu La Flaga, recevoir son surnom de « Faucon d'Endymion » pour y avoir détruit cinq ZGMF‑1017 GINN. C'est également là que le pilote Naturel combattit pour la première fois Rau Le Creuset, alors aux commandes d'un ZGMF‑1017M GINN High Maneuver Type : la bataille s'est cependant terminée avec la destruction de la 3e flotte, Mu en étant le seul survivant. À partir de la Bataille d'Heliopolis le 25 janvier 71 EC, où il a de nouveau combattu son rival Rau Le Creuset (pilotant cette fois un ZGMF‑515 CGUE), Mu a continué à commander son Moebius Zero aux côtés du GAT‑X105 Strike Gundam de Kira Yamato pour protéger le vaisseau spatial LCAM‑01XA Archangel ainsi que son équipage sur leur trajet de retour vers la Terre : au cours de cette période, l'unité mobile s'est souvent engagée contre le GAT‑X103 Buster Gundam. Il est utilisé une dernière fois pendant la Bataille en Orbite pour défendre l’Archangel entamant sa descente sur Terre.
Ce type de machine étant inopérant dans l'atmosphère terrestre, l'unité est conservée dans le hangar du vaisseau après l'arrivée sur la planète.

## ZAFT

### Prototypes de ZAFT
XMF‑P192P Proto‑Chaos (GSDA, GSDV)
ZGMF‑X09A Justice Gundam (GS)
Le ZGMF‑X09A Justice Gundam est une armure mobile créée par ZAFT et confiée en personne à Athrun Zala par le président du Conseil Suprême des PLANT, son propre père Patrick Zala, pour retrouver et ramener (ou détruire) le ZGMF‑X10A Freedom Gundam récemment volé.
Après avoir combattu à plusieurs reprises de concert avec ce dernier depuis la Bataille d'orb, elle est finalement détruite à la Seconde Bataille de Jachin Due par son pilote qui, voulant empêcher l'ultime tir dramatique de faisceau d'énergie à rayonnement gamma de la super‑arme orbitale GENESIS en direction de la Terre, pénètre en son sein et l'anticipe en déclenchant l'autodestruction du réacteur nucléaire du Justice Gundam (ledit pilote est toutefois récupéré et évacué avant explosion par celui du MBF‑02 Strike Rouge).
Dans l'univers de l’Ère Cosmique, il s'agit de l'une des plus puissantes armures mobiles : elle est en effet équipée d'un réacteur nucléaire ainsi que du N‑Jammer Canceller, contre‑mesure au N‑Jammer, lui permettant d'utiliser l'énergie nucléaire et ainsi posséder une autonomie d'énergie quasiment illimitée contrairement à la plupart des unités antérieures.
ZGMF‑X10A Freedom Gundam (GS, GSD)
Le ZGMF‑X10A Freedom Gundam est une armure mobile créée par ZAFT et, pour lui donner le pouvoir de porter les idéaux qu'ils partagent tous deux, confiée à Kira Yamato (en fait, dérobée) par Lacus Clyne après sa convalescence chez elle à la suite de la Bataille des Îles Marshall (et la destruction du GAT‑X105 Strike Gundam), lui permettant de rejoindre au moment critique le LCAM‑01XA Archangel pour le sauver à la Bataille d'Alaska.
Armure mobile emblématique de l’Ère Cosmique à la suite du Strike Gundam, le Freedom Gundam est assumé jusque dans sa conception (ses propulseurs dorsaux en forme d'« ailes d'ange ») ainsi que son nom, comme le symbole de la liberté (Freedom).
Prenant part à la plupart des affrontements importants de l'histoire depuis la Bataille d'Alaska de la première guerre entre ZAFT et l'Alliance Terrienne, son pilote ne s'engageant pour aucun des deux camps, cette machine contribue à arrêter ce conflit à l'ultime Seconde Bataille de Jachin Due pour l’Alliance des Trois Vaisseaux du FFMH‑Y101 Eternal, son vaisseau spécifiquement attribué : bien qu'endommagée à l'issue de son duel dantesque contre le ZGMF‑X13A Providence Gundam, l'armure mobile est récupérée et ultérieurement réparée, puis conjointement conservée sous scellés par son pilote attitré Kira Yamato et sa compagne Lacus Clyne, retirés avec des camarades des Trois Vaisseaux dans les Îles Marshall à Orb pour y vivre en paix, dans l'espoir de ne jamais être obligés de s'en resservir.
Elle est rétrospectivement révélée au début de Mobile Suit Gundam SEED DESTINY comme coresponsable de la mort de la famille de Shinn Asuka, victime collatérale d'un engagement entre son pilote et celui du GAT‑X131 Calamity Gundam durant la Bataille d'Orb.
À la reprise de la guerre entre ZAFT et l'Alliance Terrienne, un commando d'UMF/SSO‑3 ASH dépêché par ZAFT pour une opération clandestine d'assassinat visant Lacus, pousse son pilote à reprendre les commandes du Freedom Gundam pour la protéger, et combattre de nouveau : restant cependant strictement fidèle aux principes de leur Alliance, cette machine réputée pour être une « tueuse d'armures mobiles » invincible s'ingère ponctuellement avec l’Archangel lors des batailles pour les faire cesser sans distinction, les talents de son pilote couplés aux capacités de la machine permettant généralement de mettre hors service tous les armes et appareils belligérants en présence sans avoir à tuer les soldats et autres pilotes, limitant les pertes humaines. En intervenant ainsi sans choisir précisément un camp, l’Archangel et le Freedom Gundam se mettent à dos les deux parties jusqu'à l’Opération Angel Down de ZAFT les prenant pour cibles : l’Archangel, poursuivi par le LHM‑BB01 Minerva et des forces de soutien tactique, harcelé sans relâche jusqu'à l'océan malgré le refus d'engagement de leur part, finit endommagé et le Freedom Gundam, qui y est finalement détruit par le ZGMF‑X56S/α Force Impulse Gundam de Shinn Asuka (mû par une vengeance personnelle faisant suite à la Bataille de Berlin), sombre dans la mer : le « pilote du Freedom », laissé pour mort, n'est toutefois que blessé et récupéré par le MBF‑02 Strike Rouge.
Dans l'univers de l’Ère Cosmique, il s'agit de l'une des plus puissantes armures mobiles, avec son armement composé principalement de canons à longue portée : elle est en effet équipée d'un réacteur nucléaire ainsi que du N‑Jammer Canceller, contre‑mesure au N‑Jammer, lui permettant d'utiliser l'énergie nucléaire et ainsi posséder une autonomie d'énergie quasiment illimitée contrairement à la plupart des unités antérieures.
ZGMF‑X13A Providence Gundam (GS)
Le ZGMF‑X13A Providence Gundam est une machine de même génération que les ZGMF‑X10A Freedom Gundam et ZGMF‑X09A Justice Gundam apparaissant à la Seconde Bataille de Jachin Due.
Elle est pilotée par Rau Le Creuset.
À l'issue de son unique bataille et de la guerre qu'elle conclut, ainsi que de son duel total et acharné contre le ZGMF‑X10A Freedom Gundam, elle finit empalée par ce dernier juste avant sa désintégration complète — avec son pilote — dans l'ultime (mais amoindri grâce à l'autodestruction en son sein du ZGMF‑X09A Justice Gundam) tir de faisceau d'énergie à rayonnement gamma de la super‑arme orbitale GENESIS destiné à la Terre.
Comme les unités de sa génération, elle est équipée d'un réacteur nucléaire ainsi que du N‑Jammer Canceller, contre‑mesure au N‑Jammer, lui permettant d'utiliser l'énergie nucléaire et ainsi posséder une autonomie d'énergie quasiment illimitée, contrairement à la plupart des unités antérieures. Initialement conçu comme une unité de combat rapproché avec de grands sabres à faisceau, le Providence est ensuite reconverti (en conservant toutefois l'armure lourde de son ancienne conception) en unité distincte des autres pour son système DRAGOON, onze modules d'arme à tête chercheuse amovibles et autonomes pouvant se dissocier de la machine et assaillir plusieurs, ou acculer une même cible d'un feu nourri de rayons depuis différentes directions, comptabilisant un total de quarante‑trois canons à faisceau pour cette unité.
ZGMF‑X19A ∞ Justice Gundam (GSD)
ZGMF‑X20A Strike Freedom Gundam (GSD)
Le ZGMF‑X20A Strike Freedom est un Mobile Suit piloté par Kira Yamato. Le Strike Freedom est le successeur du ZGMF‑X10A Freedom. C'est à la fois le symbole de la liberté et la force du Clyne's Faction.
Il s'agit un Mobile Suit très puissant, équipé avec un armement lourd malgré sa vitesse de déplacement très élevé. Il possède 3 canons intégrés, deux "Xiphias 3" déployables montés sur les hanches et un "Callidus" monté au niveau du torse, pouvant envoyer un rayon très puissant.
Il perd néanmoins ses deux canons plasmas "Balaena" au profit du très puissant D.R.A.G.O.O.N Système, composés de 8 petits modules détachables contenant des canons lasers.
Il possède également deux sabres lasers, posés sur ses "Xiphias 3" et accessible aisément. Il utilise aussi deux canons lasers pouvant être assemblés afin de former un seul puissant canon.
Enfin, au niveau défensif, il perd son ancien bouclier rigide au profit de 2 boucliers lasers montés sur les avant‑bras.
Il possède aussi le très puissant système "Full Burst Mode", lui permettant ainsi de viser de multiples cibles à la fois, et de faire feu avec tout son armement.
ZGMF‑X23S Saviour Gundam (GSD)
Le ZGMF‑X23S Saviour Gundam fait partie des cinq prototypes d'armures mobiles de Second Stade développées pour le compte de ZAFT, ainsi que des deux à réchapper au vol d' Armory 1 commis par un commando de super‑soldats banalisés du Phantom Pain pour l’OMNI Enforcer (de l'Alliance Terrienne).
Elle est pilotée par le Coordinateur Athrun Zala à la suite de la reprise de la guerre, confiée en personne par le président actuel du Conseil Suprême des PLANT Gilbert Dullindal après sa réintégration chez ZAFT, son intégration au détachement FAITH ainsi que son affectation sur le LHM‑BB01 Minerva.
Durant sa mise en service, le Saviour Gundam se retrouve régulièrement engagé par les circonstances contre le ZGMF‑X24S Chaos Gundam de Phantom Pain, et contribue à la récupération du ZGMF‑X88S Gaia Gundam aux environs de Suez en aidant le ZGMF‑X56S/α Force Impulse Gundam. Après plusieurs combats, la machine est finalement abattue durant la Bataille de Crète, mise en pièces par le ZGMF‑X10A Freedom Gundam tandis que son pilote interférait sans engagement franc contre le sien.
Comme pratiquement toutes les armures mobiles de sa série, elle possède un mode Mobile Armor l'adaptant à un environnement de combat spécifique : le sien est aérien.
ZGMF‑X24S Chaos Gundam (GSD, GSDA)
Le ZGMF‑X24S Chaos Gundam fait partie des cinq prototypes d'armures mobiles de Second Stade développées pour le compte de ZAFT, ainsi que des trois volées à Armory 1 par un commando de super‑soldats banalisés du Phantom Pain pour l’OMNI Enforcer (de l'Alliance Terrienne).
À l'origine attribuée lors des phases de test pour ZAFT au Coordinateur Courtney Heironimus, elle est pilotée depuis son vol par le Naturel Évolué du Phantom Pain Sting Oakley.
La machine est finalement abattue durant la Bataille de Berlin par trois MVF‑M11C Murasame des pilotes d'Orb du LCAM‑01XA Archangel loyalistes à Cagalli Yula Athha.
Comme pratiquement toutes les armures mobiles de sa série, elle possède un mode Mobile Armor l'adaptant à un environnement de combat spécifique : le sien est spatial.
ZGMF‑X31S Abyss Gundam (GSD, GSDA)
Le ZGMF‑X31S Abyss Gundam fait partie des cinq prototypes d'armures mobiles de Second Stade développées pour le compte de ZAFT, ainsi que des trois volées à Armory 1 par un commando de super‑soldats banalisés du Phantom Pain pour l’OMNI Enforcer (de l'Alliance Terrienne).
À l'origine attribuée par ZAFT au Coordinateur Mare Strode, elle est pilotée depuis son vol par le Naturel Évolué du Phantom Pain Auel Neider.
La machine ainsi que son pilote sont finalement abattus en mer durant la Bataille de Crète, empalés par l'un des javelots à faisceau du ZGMF‑X56S/γ Blast Impulse Gundam : la machine explose sous l'eau tandis qu'elle sombrait progressivement dans l'océan.
Comme pratiquement toutes les armures mobiles de sa série, elle possède un mode Mobile Armor l'adaptant à un environnement de combat spécifique : le sien est sous‑marin.
ZGMF‑X42S Destiny Gundam (GSD)
ZGMF‑X666S Legend Gundam (GSD)
ZGMF‑X56S Impulse Gundam (GSD)
ZGMF‑X56S/α Force Impulse Gundam (GSD)
ZGMF‑X56S/β Sword Impulse Gundam (GSD)
ZGMF‑X56S/γ Blast Impulse Gundam (GSD)
ZGMF‑X56S/δ Chaos Impulse Gundam (GSDA)
ZGMF‑X56S/ε Abyss Impulse Gundam (GSDA)
ZGMF‑X56S/ζ Gaia Impulse Gundam (GSDA)
ZGMF‑X56S/θ Destiny Impulse Gundam (GSDV)
ZGMF‑X56S/ι Destiny Impulse Gundam R
ZGMF‑X88S Gaia Gundam (GSD, GSDA)
Le ZGMF‑X88S Gaia Gundam fait partie des cinq prototypes d'armures mobiles de Second Stade développées pour le compte de ZAFT, ainsi que des trois volées à Armory 1 par un commando de super‑soldats banalisés du Phantom Pain pour l’OMNI Enforcer (de l'Alliance Terrienne).
À l'origine attribuée lors des phases de test pour ZAFT à la Coordinatrice Riika Sheder, elle est pilotée de son premier vol à sa récupération par la Naturelle Évoluée du Phantom Pain Stellar Loussier ; à la suite de son second vol (cette fois par la Faction Clyne) et affectation au FFMH‑Y101 Eternal, elle est pilotée par le « Tigre du Désert » Andrew Waldfeld.
La machine d'abord volée et utilisée par le Phantom Pain, est récupérée après plusieurs batailles par ZAFT à l'issue d'un engagement en solitaire du Gaia Gundam contre les ZGMF‑X23S Saviour Gundam et ZGMF‑X56S/α Force Impulse Gundam aux alentours de Suez, et la capture de son pilote Naturel par le Minerva. Toutefois endommagée par cet affrontement, l'armure mobile est renvoyée vers les PLANT pour être réparée : durant ce laps de temps, elle est subtilisée par la Faction Clyne et assignée à la protection de l’Eternal.
Originellement d'un code couleurs noir‑rouge‑jaune, le Gaia Gundam est personnalisé en orange‑jaune‑blanc à dater du moment où il est confié au « Tigre du Désert ».
Comme pratiquement toutes les armures mobiles de sa série, elle possède un mode Mobile Armor l'adaptant à un environnement de combat spécifique : le sien est terrestre et quadrupède.
ZGMF‑YX21R Proto‑Saviour (GSDA)
ZGMF‑YX21R+X11A Proto‑Saviour+11 (GSDA)

### Produits en série par ZAFT
AMA‑953 BABI (GSD)
AMF‑101 DINN (GS, GSD)
TMF/A‑802 BuCUE (GS, GSD)
TMF/A‑802 P‑Mod.W BuCUE Waltfeld Custom Type (GSA, GSAR, GSV)
TMF/A‑802W2 Kerberos BuCUE Hound (GSSG, GSΔA, GSFA)
Ce modèle en série de Second Millénaire est conçu par ZAFT après la première guerre contre l'Alliance Terrienne.
Les pilotes connus de ce modèle sont les Coordinateurs Isaac Mau, de l'escadron Jule, et Alec Lad.
Trois unités se démarquent lors d'un assaut terrestre par ZAFT du vaisseau de l'Alliance Terrienne Bonaparte, protégé de trois armures mobiles du Phantom Pain, pour avoir en attaque groupée mis en pièces l'une de ces dernières (le GAT‑X1022 Blu Duel Gundam) avec son pilote, avant d'être à leur tour détruites par une autre (le GAT‑X105E+AQM/E‑X09S Strike Noir Gundam).
Cette variante personnalisée en tons sombres est la version la plus récente du TMF/A‑802 BuCUE. L'unité d'Isaac Mau, qu'il pilote jusqu'à en changer pour un ZGMF‑1000 Kerberos ZAKU Warrior, est personnalisée en vert ; celle pilotée par Alec Lad, en blanc et bleu.
TMF/A‑803 LaGOWE (GS)
Le premier exemplaire de cette série est assigné au « Tigre du Désert » Andrew Waldfeld, qui le co‑pilote avec sa compagne Coordinatrice Aisha à la Bataille de Talbadiya contre le GAT‑X105+AQM/E‑X01 Aile Strike Gundam de Kira Yamato : cette machine, gravement endommagée à l'issue de leur engagement, explose avec ses pilotes à son bord.
UMF‑4A GOOhN (GS, GSD)
UMF‑5 ZnO (GS)
UMF/SSO‑3 ASH (GSD)
Ce tout nouveau modèle d'armure mobile amphibie équipe les Forces spéciales Coordinatrices.
Des unités sont utilisées par le commando de Yob Fon Alaphus, venu aux Îles Marshall pour une opération clandestine d'assassinat visant Lacus Clyne : les machines ainsi que leurs pilotes sont pour cela mis hors d'état de nuire par Kira Yamato, qui se contraint ainsi à reprendre les commandes du ZGMF‑X10A Freedom Gundam  pour la protéger. Toutefois, mis face à l'échec de leur mission, lesdits pilotes se font volontairement exploser avec leur machine en déclenchant leur autodestruction. Mais, parce qu'elles furent utilisées avant leur mise en service officielle, le groupe bien informé de Kira fait facilement le lien avec ZAFT.
ZGMF‑515 CGUE (GS, GSD)
ZGMF‑600 GuAIZ (GS, GSD‑FP, GSA, GSAR, GSM)
YFX‑600R GuAIZ Experimental Firearms Type (GS, GSV)

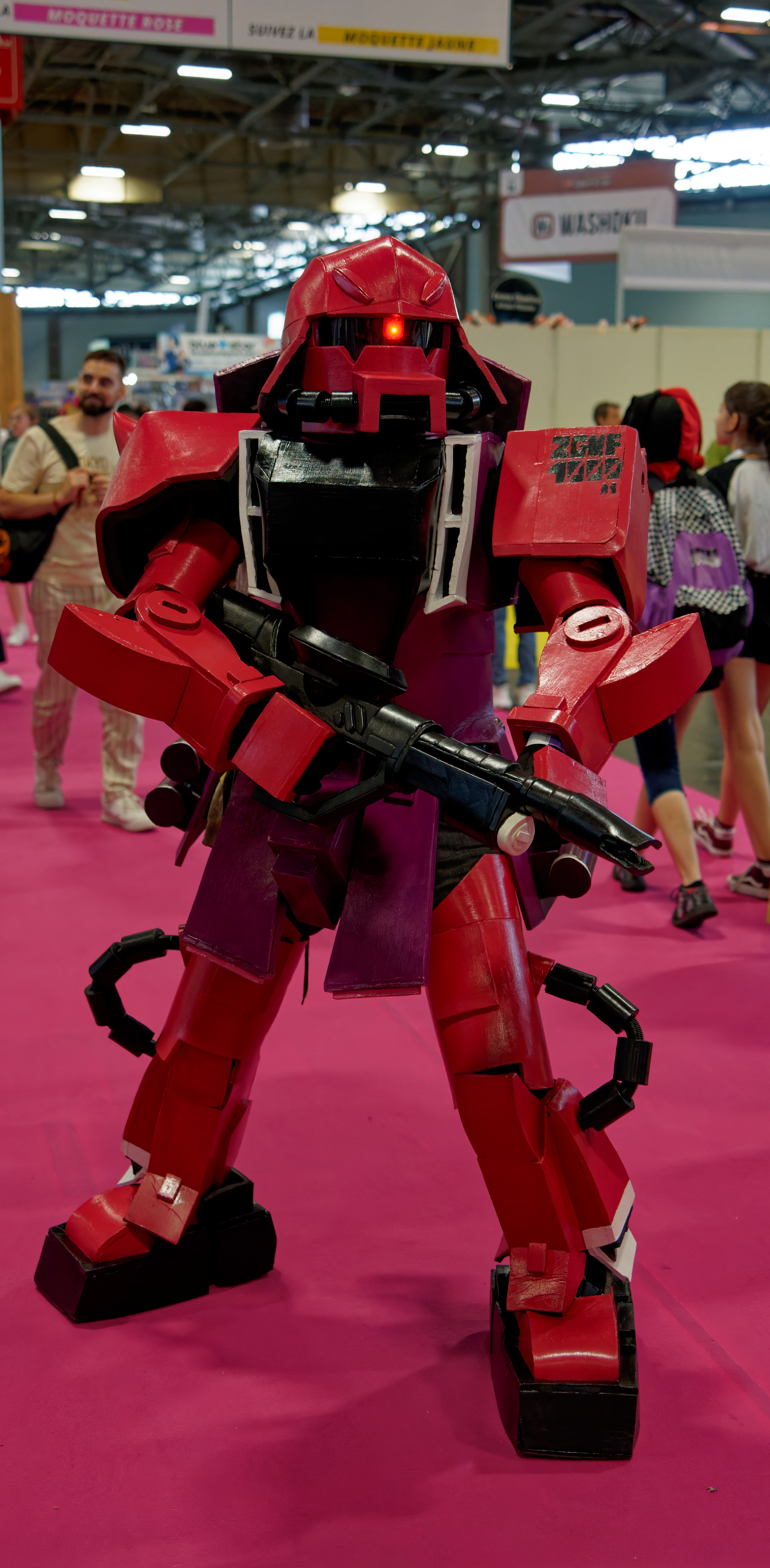
Costumade du ZGMF‑1000/A1 Gunner ZAKU Warrior (personnalisé de Lunamaria Hawke) durant la Japan Expo 22e Impact (Jour 4) de juillet 2023 à Villepinte (France).

ZGMF‑1000 ZAKU Warrior (GSD)
Ce modèle en série de Second Millénaire est conçu par ZAFT après la première guerre contre l'Alliance Terrienne.
Plusieurs personnages significatifs de l’Ère Cosmique en pilotent une unité au cours de l'intrigue de Mobile Suit Gundam SEED DESTINY : Alex Dino en emprunte une au pied levé pour mettre à l'abri et protéger Cagalli Yula Athha, blessée durant l'attaque sur Armory 1, jusqu'à la poursuite des voleurs d'armures mobiles et la tragédie du Monde Brisé ; une personnalisée de couleur rouge est pilotée par Lunamaria Hawke, jusqu'à ce qu'elle hérite du ZGMF‑X56S Impulse Gundam ; des modèles standard (verts), par Dearka Elthman et « Housenka » (Shiho Hahnenfuß) au sein de l'escadron Jule ; enfin, une personnalisée de couleur rose et de motifs est présente aux concerts donnés par la chanteuse populaire « Lacus Clyne ».
ZGMF‑1000 Hospital ZAKU Warrior (GSDA)
ZGMF‑1000 Kerberos ZAKU Warrior (GSΔA)
ZGMF‑1000/A1 Gunner ZAKU Warrior (GSD)
ZGMF‑1000/AAL Noctiluca ZAKU Warrior (GSDA, GSDV)
ZGMF‑1000/K Slash ZAKU Warrior (GSD)
ZGMF‑1000/M Blaze ZAKU Warrior (GSD)
ZGMF‑1001 ZAKU Phantom (GSD)
Ce modèle en série est une version améliorée du ZGMF‑1000 ZAKU Warrior pour les commandants et pilotes d'élite ou talentueux.
Plusieurs personnages significatifs de l’Ère Cosmique en pilotent une unité au cours de l'intrigue de Mobile Suit Gundam SEED DESTINY : une personnalisée de couleur blanche est pilotée par Rey Za Burrel, jusqu'à ce qu'il hérite du ZGMF‑X666S Legend Gundam ; des modèles standard (vert), par Dearka Elthman et Yzak Jule au sein de l'escadron de ce dernier ; et enfin, une personnalisée en orangées pour Heine Westenfluss.
Elle est presque identique au ZAKU Warrior nonobstant de plus hautes performances, un bouclier pour chaque bras ainsi qu'une antenne‑lame dressée sur la tête de la machine.
ZGMF‑1001/A1 Gunner ZAKU Phantom
ZGMF‑1001/K Slash ZAKU Phantom
ZGMF‑1001/M Blaze ZAKU Phantom
ZGMF‑1017 GINN (GS, GSD)
TMF/S‑3 GINN OCHER Type
UWMF/S‑1 GINN WASP Type
YF‑3A GINN FEMWS
ZGMF‑1017 GINN Ceremonial Decoration Type
ZGMF‑1017 Gai's GINN
ZGMF‑1017 Elijah's GINN
ZGMF‑1017 Miguel's GINN
ZGMF‑1017 Vair's GINN
ZGMF‑1017 Works GINN
ZGMF‑1017 UN'no's GINN
ZGMF‑1017M GINN High Maneuver Type
ZGMF‑1017AS GINN Assault Type
ZGMF‑LRR704B GINN Long Range Reconnaissance Type
ZGMF/TAR‑X1 GINN Tactical Air Reconnaissance Type
ZGMF‑1017 GINN Insurgent Type (GSSG)
ZGMF‑1017 GINN Tempester
ZGMF‑1017 GINN Fuego
ZGMF‑1017GR GINN Gladiator
ZGMF‑1017 Rau Le Creuset's GINN
ZGMF‑2000 GOUF Ignited / ZGMF‑2000~Production (GSFA, GSDAB, GSD)
Le ZGMF‑2000 GOUF Ignited était à l'origine un candidat à la production de masse de nouvelle génération d'armures mobiles pour ZAFT, mais a perdu contre la série des ZAKU : le développement du modèle a cependant continué en raison de ses performances élevées, ce qui a résulté en le ZGMF‑X2000 GOUF Ignited, qui fut ensuite mis en production quand le champ de bataille principal s'est déplacé sur Terre et que les lignes de production des ZAKU atteignaient leurs limites.
Le type de production ZGMF‑2000 GOUF Ignited est principalement utilisé par les commandants et pilotes d'élite ou talentueux.
Elle semble être identique au X2000 GOUF Ignited nonobstant le code couleurs (des tons célèstes ordinairement ; personnalisée en blanc et gris‑bleu pâle pour l'unité d'Yzak Jule, jaune et blanc pour celle de Rudolf Wittgenstein).
ZGMF‑2000G2 GOUF Galactica (GSDAR)
ZGMF‑X2000 GOUF Ignited / X2000~Prototype (GSFA, GSDAB, GSD)
Elle semble être identique au 2000 GOUF Ignited nonobstant le code couleurs (personnalisée en orangées pour l'unité de Heine Westenfluss, rouge pour celle d'Elsa Weiss).

## Union d'Orb

### Prototypes de Morgenroete
MBF‑02 Strike Rouge (GS, GSD)
Le MBF‑02 Strike Rouge est une armure mobile quasiment identique au GAT‑X105 Strike Gundam, constituée à partir de pièces de rechange suffisamment produites lors de sa réparation, après sa destruction à la Bataille des Îles Marshall.
Elle est pilotée pour la première fois à la Seconde Bataille de Jachin Due par la « Princesse d'Orb » Cagalli Yula Athha, dont l'emblème est arboré sur le bras gauche de la machine.
Dans Mobile Suit Gundam SEED DESTINY, elle arbore également le code couleurs du Strike Gundam lorsque son frère, Kira Yamato, l'emprunte temporairement.
MBF‑02+AQM/E‑X01 Aile Strike Rouge (GS, GSD)
Cette variante équivalente au GAT‑X105+AQM/E‑X01 Aile Strike Gundam, est le seul des équipements de base explicitement adopté par le MBF‑02 Strike Rouge durant ses apparitions dans l'histoire.
MBF‑02+AQM/E‑X02 Sword Strike Rouge
MBF‑02+AQM/E‑X03 Launcher Strike Rouge
MBF‑02+P202QX Strike Rouge IWSP (GSV)
MBF‑02+EW454F Strike Rouge Ootori (GSDR)
Cette variante du MBF‑02 Strike Rouge pourvu du EW454F Ootori est uniquement vue dans Mobile Suit Gundam SEED DESTINY HD Remaster.
MBF‑P01 Gundam Astray Gold Frame (GSDA)
Le MBF‑P01 Gundam Astray Gold Frame fait partie des cinq armures mobiles emblématiques de Mobile Suit Gundam SEED ASTRAY, prototypes jumeaux du Projet Astray conçus par Morgenroete pour voler les données du Projet G à l’Alliance Terrienne.
Il est piloté par le Coordinateur Rondo Gina Sahaku, aristocrate membre par la famille Sahaku des Cinq Clans majeurs d’Orb.
MBF‑P01‑ReAMATU Gundam Astray Gold Frame Amatsu (GSDA)
MBF‑P02 Gundam Astray Red Frame (GSDA)
Le MBF‑P02 Gundam Astray Red Frame fait partie des cinq armures mobiles emblématiques de Mobile Suit Gundam SEED ASTRAY, prototypes jumeaux du Projet Astray conçus par Morgenroete pour voler les données du Projet G à l’Alliance Terrienne.
Il est piloté par le protagoniste de l’œuvre dérivé, le technicien Naturel Lowe Guele, membre d’une bande de la Guilde Junk (et — durant un temps circonstanciellement bref — la pilote d’essai Juri Wu Nien).
MBF‑P02 Gundam Astray Red Frame with Power Loader
MBF‑P02 Gundam Astray Red Frame "Powered Red"
MBF‑P02 Gundam Astray Red Frame Mars Jacket
MBF‑P02Kai Gundam Astray Red Frame Kai
MBF‑P02 Gundam Astray Red Dragon
MBF‑P03 Gundam Astray Blue Frame (GSDA)
Le MBF‑P03 Gundam Astray Blue Frame fait partie des cinq armures mobiles emblématiques de Mobile Suit Gundam SEED ASTRAY, prototypes jumeaux du Projet Astray conçus par Morgenroete pour voler les données du Projet G à l’Alliance Terrienne.
Il est piloté par le Coordinateur Gai Murakumo, meneur du groupe de mercenariat Serpent Tail.
MBF‑P04 Gundam Astray Green Frame
Le MBF‑P04 Gundam Astray Green Frame fait partie des cinq armures mobiles emblématiques de Mobile Suit Gundam SEED ASTRAY, prototypes jumeaux du Projet Astray conçus par Morgenroete pour voler les données du Projet G à l’Alliance Terrienne.
Il est d’abord piloté par le Naturel Barry Hoo, ancien de la Force de défense nationale d’Orb ainsi que vétéran de la première guerre entre ZAFT et l’Alliance Terrienne (comme pilote de M1A Astray protecteur du Kusanagi durant l’Alliance des Trois Vaisseaux), puis hérité par son jeune disciple Trojan Noiret, guérillère anti‑Alliance et anti‑ZAFT de la République d’Asie de l’Est.
MBF‑P05 Gundam Astray Unit 5
Le MBF‑P05 Gundam Astray Unit 5 fait partie des cinq armures mobiles emblématiques de Mobile Suit Gundam SEED ASTRAY, prototypes jumeaux du Projet Astray conçus par Morgenroete pour voler les données du Projet G à l’Alliance Terrienne.
La machine est présumée disparue dans la destruction d’Heliopolis.
MBF‑P05LM Gundam Astray Mirage Frame
Le MBF‑P05LM Gundam Astray Unit 5 est la version améliorée du MBF‑P05 Gundam Astray Unit 5 supposé détruit avec Heliopolis : il fut en vérité récupéré, remonté et modifié par l’organisation paramilitaire Librarian Works.
Il est piloté par une copie « Humain Carbone » (entité humanoïde à la croisée entre le Naturel, le Coordinateur et le Newtype) du Coordinateur Rondo Gina Sahaku pour Librarian Works.
MVF‑X08 Eclipse Gundam (GSE)
MVF‑X08+EW452HW Eclipse Gundam Maneuver Striker Pack Equipped (GSE)
MVF‑X08+EW453R Eclipse Gundam Raijin Striker Pack Equipped (GSE)
MVF‑X08R2 Eclipse Gundam Reactor 2 (GSE)
ORB‑01 Akatsuki Gundam (GSD, GSF)
Selon les dernières volontés de feu le « Lion d'Orb » Uzumi Nara Athha, ancien président de l'Union d'Orb et père de Cagalli Yula Athha, cette armure mobile dorée fut construite (d’après le GAT‑X105 Strike Gundam) et préservée dans le plus grand secret par Morgenroete, comme arme de secours pour le jour où sa fille la « Princesse d'Orb », dirigeante à sa suite, s'avérerait en avoir besoin pour défendre leurs valeurs ainsi que leur nation.
Elle est pilotée pour la première fois à la Seconde Bataille d'Orb par l'intéressée, aidée de ses hommes et alliés, pour protéger son pays contre l’Opération Fury de ZAFT ; lorsque les conflits se déplacent de nouveau dans l'espace, devant rester au pays pour exercer ses fonctions d'État elle en confie le pilotage au nouvellement citoyen et allié, le capitaine Neo Roanoke.
ORB‑01 Oowashi Akatsuki Gundam (GSD)
Cette variante du ORB‑01 Akatsuki Gundam pourvu du Oowashi Sky Pack est conçue pour le vol atmosphérique. Elle l'équipe notamment de quatre moteurs à réaction ainsi que de deux lance‑fusées, et reste amovible (comme le Fatum‑00 du ZGMF‑X09A Justice Gundam).
ORB‑01 Shiranui Akatsuki Gundam (GSD)
Cette variante du ORB‑01 Akatsuki Gundam pourvu du Shiranui Space Pack est conçue pour le combat spatial. Elle l'équipe notamment du système DRAGOON avec sept modules d'arme à tête chercheuse amovibles et autonomes.
ORB‑01+A‑GXQ754/V2 Zeus Akatsuki Gundam (GSF)
Cette variante du ORB‑01 Akatsuki Gundam pourvu du A‑GXQ754/V2 Zeus Silhouette conçu pour la frappe anti‑blindage et le perçage en profondeur des lignes fortifiées, est uniquement vue dans Mobile Suit Gundam SEED FREEDOM.
Originellement conçu pour le ZGMF‑X42S Destiny Gundam, cet équipement lourd et imposant comprend des blindages thoracique et caudal, de grands propulseurs podaux avec lance‑missiles intégrés, un gros canon magnétique avec deux tubes de remplacement, et un paquetage dorsal amovible avec capteurs et lance‑missiles pouvant fonctionner (dissocié de l’armure mobile) en unité de soutien tactique autonome. Sa machine devant intégrer de nouveaux adaptateurs arrière pour s’en équiper, il n’est cumulable ni avec l’Oowashi Sky Pack, ni le Shiranui Space Pack.

### Produits en série par Morgenroete
MBF‑M1 M1 Astray (GS, GS‑A, GSAR, GSAB, GSXA, GSΔA, GSDAB, GSD, GSE, GSF)
Ce modèle en série d'armure mobile est développé par Morgenroete pour les pilotes de la Force de défense nationale d'Orb, afin de se donner les moyens de préserver leur neutralité durant la première guerre entre ZAFT et l'Alliance Terrienne. Ses pilotes d'essai, les plus notables, sont Asagi Caldwell, Juri Wu Nien et Mayura Labatt.
D'abord difficile à manœuvrer pour des Naturels, il leur est rendu accessible grâce à l'élaboration d'un système d'exploitation adapté auquel contribue significativement Kira Yamato.
MBF‑M1+EF‑24R M1 Astray Shrike (GSD, GSE, GSF)
MBF‑M1A M1A Astray (GSV)
Ce modèle en série d’armure mobile est développé par Morgenroete à partir des cinq prototypes MBF‑P du Project Astray pour les pilotes de la Force de défense nationale d’Orb.
MVF‑M11C Murasame (GSD)
Ce modèle en série dernière génération amovible entre Mobile Suit et Mobile Armor, créé quelque part après la précédente guerre, est voué à remplacer la série des Astray comme armure mobile standard des pilotes de la Force de défense nationale d'Orb.
Une unité personnalisée de couleur orangée est pilotée par le « Tigre du Désert » Andrew Waldfeld, puis plus tard Ledonir Kisaka pour contrer avec ses frères d'armes et alliés l’Opération Fury de ZAFT durant la Seconde Bataille d'Orb.
MVF‑M11C Murasame Reconnaissance Type (GSD)
MVF‑M12A Ootsukigata (GSDV)
(#STTS/F‑400 Murasame Kai)

## DSSD
GSX‑401FW Stargazer Gundam (GSSG, GSFA, GSDAR)
Le GSX‑401FW Stargazer Gundam, éponyme de Mobile Suit Gundam SEED C.E.73 STARGAZER et du projet scientifique auquel il est rattaché, est un prototype civil d'armure mobile créée pour l'organisation scientifique neutre DSSD et affiliée à leur station de recherches Troya.
Elle est conjointement pilotée par les scientifiques du projet, les Coordinateurs Sol Lyne Lange et Selene McGriff.
En dépit de la neutralité de DSSD, la station Troya essuie tout de même une attaque par le Phantom Pain de Logos, qui tente de s'emparer de leur armure mobile : cette tentative de vol se solde néanmoins par un échec. Propulsée quelque part entre la Terre et Vénus à l'issue de cet incident, la machine accueille en son sein Selene et le pilote Naturel de l'une des armures mobiles assaillantes, Sven Cal Bayang, pour un trajet retour de longue durée en état d'hibernation, l'autonomie en oxygène du Stargazer Gundam étant estimée à vingt‑sept jours : vingt‑sept jours et vingt‑et‑une heures plus tard, ils sont localisés par Sol, toujours vivants.
Destinée exclusivement à l'exploration spatiale, elle possède deux spécificités majeures : une intelligence artificielle avancée (dont l'utilisation à son plein potentiel nécessite des données de pilotage cumulant dix mille heures) pouvant se substituer au pilote pour gérer la machine ; et sa version du système Voiture Lumiere conçue spécifiquement pour la propulsion interplanétaire. Cette dernière fonctionne en captant le vent solaire sur un rideau de lumière généré par son anneau dorsal, et convertit l'énergie en une forte pression lumineuse utilisée pour la poussée. Comme source d'énergie alternative, le système peut au besoin lui substituer un faisceau de puissance de source externe. Lorsqu'il est utilisé, il provoque une interruption de la structure spatiale de l'environnement : la capacité du Stargazer Gundam à dévier et à capturer les tirs de faisceau entrants pour créer un champ de coupe‑faisceaux pendant la bataille avec Phantom Pain, en est probablement un effet secondaire involontaire. La structure annulaire dorsale, qui sert également de propulseur mobile, peut être séparée et déplacée selon les besoins de la machine, ce qui lui confère une mobilité exceptionnelle.
UT‑1D Civilian Astray DSSD Custom (GSSG)
Des unités de ce modèle sont utilisées par DSSD pour défendre la station de recherches Troya d'une attaque des GAT‑X103AP Verde Buster Gundam et GAT‑X105E+AQM/E‑X09S Strike Noir Gundam, du Phantom Pain : certaines parviennent notamment à détruire le premier.

## COMPS
STTS‑808 Immortal Justice Gundam (GSF)
STTS‑909 Rising Freedom Gundam (GSF)
STTS/F‑400 Murasame Kai (GSF)
Cette version améliorée du MVF‑M11C Murasame est uniquement vue dans Mobile Suit Gundam SEED FREEDOM.
ZGMF‑2025/F GELGOOG Menace (GSF)
ZGMF‑2027/A GYAN Strom (GSF)
ZGMF‑56E2 Impulse Gundam Spec II (GSF)
ZGMF‑56E2/α Force Impulse Gundam Spec II (GSF)
ZGMF‑56E2/β Sword Impulse Gundam Spec II (GSF)
ZGMF‑56E2/γ Blast Impulse Gundam Spec II (GSF)
ZGMF‑MM07 Z’Gok (GSF)

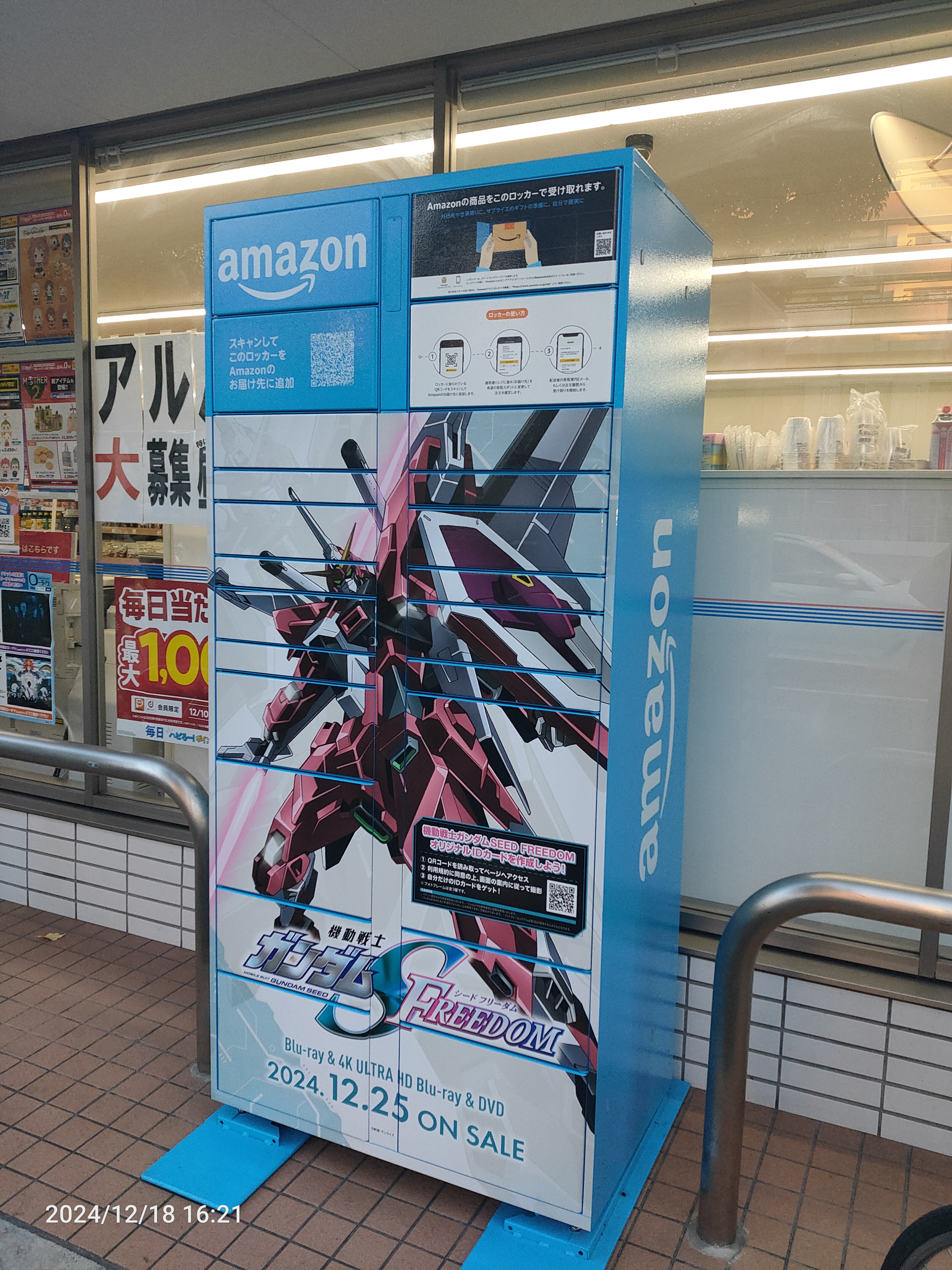
Station de retrait Amazon du distributeur Lawson à l’effigie du ZGMF‑X191M2 ∞ Justice Gundam Type II dans le centre historique de Takaida à Higashiōsaka (Japon).

ZGMF‑X191M2 ∞ Justice Gundam Type II (GSF)
Le ZGMF‑X191M2 ∞ Justice Gundam Type II est la version améliorée du ZGMF‑X19A ∞ Justice Gundam, qui fut récupéré après la fin de la seconde guerre de l'Alliance Terrienne contre ZAFT par l’Union d’Orb pour être clandestinement modifié dans leur entrepôt de l’île Akatsuki : du fait de la nature des opérations de son pilote comme agent de l’organisme de renseignement indépendant Terminal, il est demeuré constamment dissimulé à l’intérieur d’un ZGMF‑MM07 Z’Gok (lui‑même équipé de l’unité de soutien AMGS‑X18P Cavalier Aifrid‑01) jusqu’à l’issue du conflit contre Fondation.
Il est piloté par le Coordinateur et capitaine de la Force de défense nationale d’Orb, le Chevalier rouge Athrun Zala.
À sa révélation incidentelle durant la Bataille de Requiem, en sauvant le ZGMF/A‑262B Strike Freedom Gundam Type II d’un coup fatal contre les NOG‑M1A1 Black Knight Squad Shi‑ve.A et NOG‑M2D1/E Black Knight Squad Cal‑re.A de l’escadron Black Knight, cette armure mobile contribue à conclure le conflit contre Fondation en s’engageant contre ledit Black Knight Squad Shi‑ve.A — du champion et second des « Chevaliers Noirs » Shura Serpentine, qu’Athrun parvient (avec l’intervention à distance de « sa » Princesse d’Orb) à détruire à l’issue d’un intense duel. Elle accompagne aussi les ZGMF/A‑42S2+A‑GXQ754/V2 Zeus Destiny Gundam et ZGMF‑56E2/α Force Impulse Gundam Spec II (équipé de l’unité de soutien METEOR‑08) dans l’opération de destruction de la super‑arme orbitale Requiem.
ZGMF/A‑262B Strike Freedom Gundam Type II (GSF)
Le ZGMF/A‑262B Strike Freedom Gundam Type II est la version améliorée du ZGMF‑X20A Strike Freedom Gundam endommagé après la fin de la seconde guerre de l'Alliance Terrienne contre ZAFT (au cours d’un détournement non détaillé), qui fut récupéré avec le concours du royaume de Fondation par l’Union d’Orb pour être clandestinement réparé et modifié dans leur entrepôt de l’île Akatsuki. Conséquemment à l’Incident d’Eldore durant le conflit contre Fondation, il est assigné (avec les ZGMF/A‑42S2 Destiny Gundam Spec II et ZGMF‑56E2 Impulse Gundam Spec II) au LHM‑BB03S Millennium, nouveau vaisseau de classe Super Minerva de ZAFT stationné à Onogoro qui est — faussement — détourné par COMPS pour en faire leur vaisseau amiral.
Il est d’abord temporairement piloté (dans un intérêt tactique) pour son baptême de l’air par le Coordinateur Athrun Zala ; puis à l’occasion du véritable baptême du feu de la machine, ultérieurement par le Coordinateur ultime Kira Yamato, commandant suprême de COMPS à la tête de son propre escadron homonyme.
Cette armure mobile combat pour la toute première fois durant l’Opération de sauvetage de Lacus Clyne, précédemment enlevée et captive de Fondation dans leur forteresse spatiale Artemis, aux mains d’Athrun : déception (simulant à leurs yeux une manœuvre en solitaire de dépit par son pilote légitime) pour les pousser par orgueil à abaisser brièvement leur champ de protection impénétrable, permettant à l’équipe de Kira de s’infiltrer sans se faire repérer, et l’engager en duel, leur gagnant du temps pour récupérer leur amie en faisant diversion contre le NOG‑M1A1 Black Knight Squad Shi‑ve.A. Il est ensuite récupéré pour de bon par Kira à l’occasion de la Bataille de Requiem, durant lequel il affronte péniblement seul les meneurs de l’escadron Black Knight : le même Black Knight Squad Shi‑ve.A assisté cette fois du NOG‑M2D1/E Black Knight Squad Cal‑re.A — de leur meneur Orphee Liam Tao en binôme avec Ingrid Tradoll, jusqu’à atteindre ses limites et être sauvé à la seconde fatidique (au prix de son ZGMF‑MM07 Z’Gok) par Athrun précédant en renfort Lacus, aux commandes d’un équipement de soutien pour le Strike Freedom Gundam Type II.
ZGMF/A‑262PD‑P Mighty Strike Freedom Gundam (GSF)
Cette variante du ZGMF/A‑262B Strike Freedom Gundam Type II pourvu du MDE262S Proud Defender est uniquement vue dans Mobile Suit Gundam SEED FREEDOM.
Elle est conjointement pilotée par les dirigeants suprêmes de COMPS, le couple de Coordinateurs Kira Yamato et Lacus Clyne.
Cette armure mobile pilotable en binôme contribue à conclure le conflit contre Fondation en abattant le tandem du NOG‑M2D1/E Black Knight Squad Cal‑re.A à la Bataille de Requiem.
Originellement conçu pour le STTS‑909 Rising Freedom Gundam mais réajusté, le Proud Defender nécessite — en remplacement — le désarrimage de la machine de ses ailes à armes mobiles EQFU‑3X Super DRAGOON (qui conjuguent son système d’armement modulaire éponyme, celui de propulsion Voiture Lumiere et son canon d’assaut à faisceau MA‑80V) ainsi que l’accord, du fait des risques encourus par son potentiel de puissance, et assistance de son pilote avec celui de l’armure mobile pour être utilisable.
ZGMF/A‑42S2 Destiny Gundam Spec II (GSF)
Le ZGMF/A‑42S2 Destiny Gundam Spec II est la version améliorée du ZGMF‑X42S Destiny Gundam endommagé à la Bataille de Messiah, qui fut récupéré par l’Union d’Orb pour être clandestinement remonté et modifié dans leur entrepôt de l’île Akatsuki. Conséquemment à l’Incident d’Eldore durant le conflit contre Fondation, il est assigné (avec les ZGMF/A‑262B Strike Freedom Gundam Type II et ZGMF‑56E2 Impulse Gundam Spec II) au LHM‑BB03S Millennium, nouveau vaisseau de classe Super Minerva de ZAFT stationné à Onogoro qui est — faussement — détourné par COMPS pour en faire leur vaisseau amiral.
Il est piloté par le Coordinateur Shinn Asuka dans l’escadron Yamato.
Cette armure mobile combat pour la première fois à la Bataille de Requiem en abattant plusieurs machines ennemies incluant des Coordinateurs renégats de la Faction Coup d’État, puis en affrontant avec le GELGOOG Menace personnalisé de Lunamaria — piloté par Hilda Harken — les quatre NOG‑M4F Black Knight Squad Rud‑ro.A de l’escadron Black Knight : elle parvient (grâce à une intervention salvatrice de l’esprit de Stellar) à abattre à la chaîne trois de ses « Chevaliers Noirs », les NOG‑M4F2 Emerald, NOG‑M4F3 Spinel et NOG‑M4F4 Sapphire.
ZGMF/A‑42S2+A‑GXQ754/V2 Zeus Destiny Gundam (GSF)
Cette variante du ZGMF/A‑42S2 Destiny Gundam Spec II pourvu du A‑GXQ754/V2 Zeus Silhouette (voir ORB‑01+A‑GXQ754/V2 Zeus Akatsuki Gundam) est uniquement vue dans Mobile Suit Gundam SEED FREEDOM.
Elle contribue à conclure le conflit contre Fondation en détruisant la super‑arme orbitale Requiem d’un tir de canon magnétique du Zeus Silhouette.
(#MBF‑02 Strike Rouge)
(#MBF‑M1 M1 Astray)
(#ORB‑01 Akatsuki Gundam)
(#ORB‑01+A‑GXQ754/V2 Zeus Akatsuki Gundam)

## Royaume de Fondation
AMF‑101Q/4 DINN‑R (GSF)
NOG‑M1A1 Black Knight Squad Shi‑ve.A (GSF)
NOG‑M2D1/E Black Knight Squad Cal‑re.A (GSF)
NOG‑M4F Black Knight Squad Rud‑ro.A (GSF)
NOG‑M4F1 Black Knight Squad Rud‑ro.A "Garnet" (GSF)
NOG‑M4F2 Black Knight Squad Rud‑ro.A "Emerald" (GSF)
NOG‑M4F3 Black Knight Squad Rud‑ro.A "Spinel" (GSF)
NOG‑M4F4 Black Knight Squad Rud‑ro.A "Sapphire" (GSF)
ZGMF‑1017Q GINN‑R (GSF)
ZGMF/A‑1018F GINN‑F (GSF)

## Autre
MWF‑JG71 Raysta (GSDA)
ZGMF‑X12 Gundam Astray Out Frame (GSDA)
ZGMF‑X12+AQM/E‑X01 Astray Aile Out Frame (GSDA)
ZGMF‑X12+AQM/E‑X03 Astray Launcher Out Frame (GSDA)
ZGMF‑X12 Astray Out Frame G‑Flight (GSDA)
ZGMF‑X12/A1 Astray Gunner Out Frame (GSDA)
ZGMF‑X12/K Astray Slash Out Frame (GSDA)
ZGMF‑X12/M Astray Blaze Out Frame (GSDA)
ZGMF‑X12/α Astray Force Out Frame (GSDA)
ZGMF‑X12/β Astray Sword Out Frame (GSDA)
ZGMF‑X12/γ Astray Blast Out Frame (GSDA)
ZGMF‑X12D Astray Out Frame D (GSDA)
ZGMF‑X12D+AQM/E‑X01 Astray Aile Out Frame D (GSDA)
ZGMF‑X12D+AQM/E‑X02 Astray Sword Out Frame D (GSDA)
ZGMF‑X12D+AQM/E‑M11 Astray Doppelhorn Out Frame D (GSDA)
ZGMF‑X12D Astray Destiny Out Frame D (GSDA)
ZGMF‑X12D Astray Out Frame D G‑Flight (GSDA)